# National cykelrute 7 Sjællands Odde - Rødbyhavn
National cykelrute 7 Sjællands Odde - Rødbyhavn (N7) er en af Danmarks 11 nationale cykelruter. Den 240 km lange cykelrute strækker sig mellem to færgelejer på henholdsvis Sjællands Odde og i Rødbyhavn på Lolland. Der er planer om, at ruten i fremtiden skal slutte (eller starte) ved en ny station, som etableres i forbindelse med Femern Bælt-forbindelsen.
Hele vejen ned gennem Odsherred og Nordvestsjælland løber ruten uden om større byer, men går i stedet igennem et varieret landskab med både udsigt over Sejrø Bugten, den flade Lammefjord, skove og store søer. Det er først efter man har passeret Kongskilde Friluftsgård ved Tystrup Sø syd for Sorø, hvor N7 krydser N6 (Esbjerg - København), at man føres ind gennem Næstved. Inden man forlader Sjælland ad Storstrømsbroen, går ruten desuden gennem den vestlige del af Vordingborg. Derefter fører national cykelrute 7 forholdsvis direkte ned mod Rødbyhavn via Nordfalster, Guldborgsundbroen, Sakskøbing, og Maribo.
Molslinjen sejler til Sjællands Odde fra Aarhus og Ebeltoft (forår - efterår). Fra Rødbyhavn er der færgeforbindelse til Puttgarden i Tyskland.